# Esgrima nos Jogos Olímpicos de Verão de 1948
A esgrima nos Jogos Olímpicos de Verão de 1948 foi realizada em Londres, no Reino Unido, com sete eventos disputados.

## Eventos da esgrima
Masculino: Florete individual | Espada individual | Sabre individual | Florete por equipe | Espada por equipe | Sabre por equipe
Feminino: Florete individual

## Masculino

### Florete individual masculino
| Pos. | País          | Atletas            |
| ---- | ------------- | ------------------ |
|      | França (FRA)  | Jehan Buhan        |
|      | França (FRA)  | Christian d'Oriola |
|      | Hungria (HUN) | Lajos Maszlay      |

### Espada individual masculino
| Pos. | País         | Atletas             |
| ---- | ------------ | ------------------- |
|      | Itália (ITA) | Luigi Cantone       |
|      | Suíça (SUI)  | Oswald Zappelli     |
|      | Itália (ITA) | Edoardo Mangiarotti |

### Sabre individual masculino
| Pos. | País          | Atletas         |
| ---- | ------------- | --------------- |
|      | Hungria (HUN) | Aladár Gerevich |
|      | Itália (ITA)  | Vincenzo Pinton |
|      | Hungria (HUN) | Pál Adam Kovács |

### Florete por equipe masculino
| Ouro                                                                                             | Prata | Bronze |
| FRA França Adrien Rommel Christian d'Oriola André Bonin Jacques Lataste Jehan Buhan René Bougnol | ITA Itália Saverio Ragno Renzo Nostini Manlio Di Rosa Giorgio Pellini Edoardo Mangiarotti Giuliano Nostini | BEL Bélgica André van de Werve de Vorsselaere Paul Valcke Raymond Bru Georges de Bourgignon Henri Paternoster Edouard Yves |

### Espada por equipe masculino
| Ouro                                                                                             | Prata | Bronze                                                                                                 |
| FRA França Maurice Huet Michel Pécheux Marcel Desprets Edouard Artigas Henri Guérin Henri Lepage | ITA Itália Luigi Cantone Marc Antonio Mandruzzato Carlo Agostoni Edoardo Mangiarotti Fiorenzo Marini Dario Mangiarotti | SWE Suécia Frank Cervell Carl Forssell Bengt Ljungquist Sven Thofelt Per Hjalmar Carleson Arne Tollbom |

### Sabre por equipe masculino
| Ouro | Prata                                                                                        | Bronze |
| HUN Hungria László Rajcsányi Bertalan Papp Aladár Gerevich Tibor Berczelly Rudolf Kárpáti Pál Adam Kovács | ITA Itália Carlo Turcato Gastone Darè Vincenzo Pinton Mauro Racca Renzo Nostini Aldo Montano | USA Estados Unidos Miguel de Capriles Norman Cohn-Armitage George Worth Dean Cetrulo James Flynn Tibor Nyilas |

## Feminino

### Florete individual feminino
| Pos. | País            | Atletas            |
| ---- | --------------- | ------------------ |
|      | Hungria (HUN)   | Ilona Elek         |
|      | Dinamarca (DEN) | Karen Lachmann     |
|      | Áustria (AUT)   | Ellen Preis-Müller |

## Quadro de medalhas da esgrima
| Ordem | País               | Medalha de ouro | Medalha de prata | Medalha de bronze | Total |
| ----- | ------------------ | --------------- | ---------------- | ----------------- | ----- |
| 1     | FRA França         | 3               | 1                | 0                 | 4     |
| 2     | HUN Hungria        | 3               | 0                | 2                 | 5     |
| 3     | ITA Itália         | 1               | 4                | 1                 | 6     |
| 4     | DEN Dinamarca      | 0               | 1                | 0                 | 1     |
| 4     | SUI Suíça          | 0               | 1                | 0                 | 1     |
| 6     | AUT Áustria        | 0               | 0                | 1                 | 1     |
| 6     | BEL Bélgica        | 0               | 0                | 1                 | 1     |
| 6     | USA Estados Unidos | 0               | 0                | 1                 | 1     |
| 6     | SWE Suécia         | 0               | 0                | 1                 | 1     |